# Josef Matras

Josef Matras als Sigismund Fürst von Trocadero in Prinz Methusalem von Johann Strauss

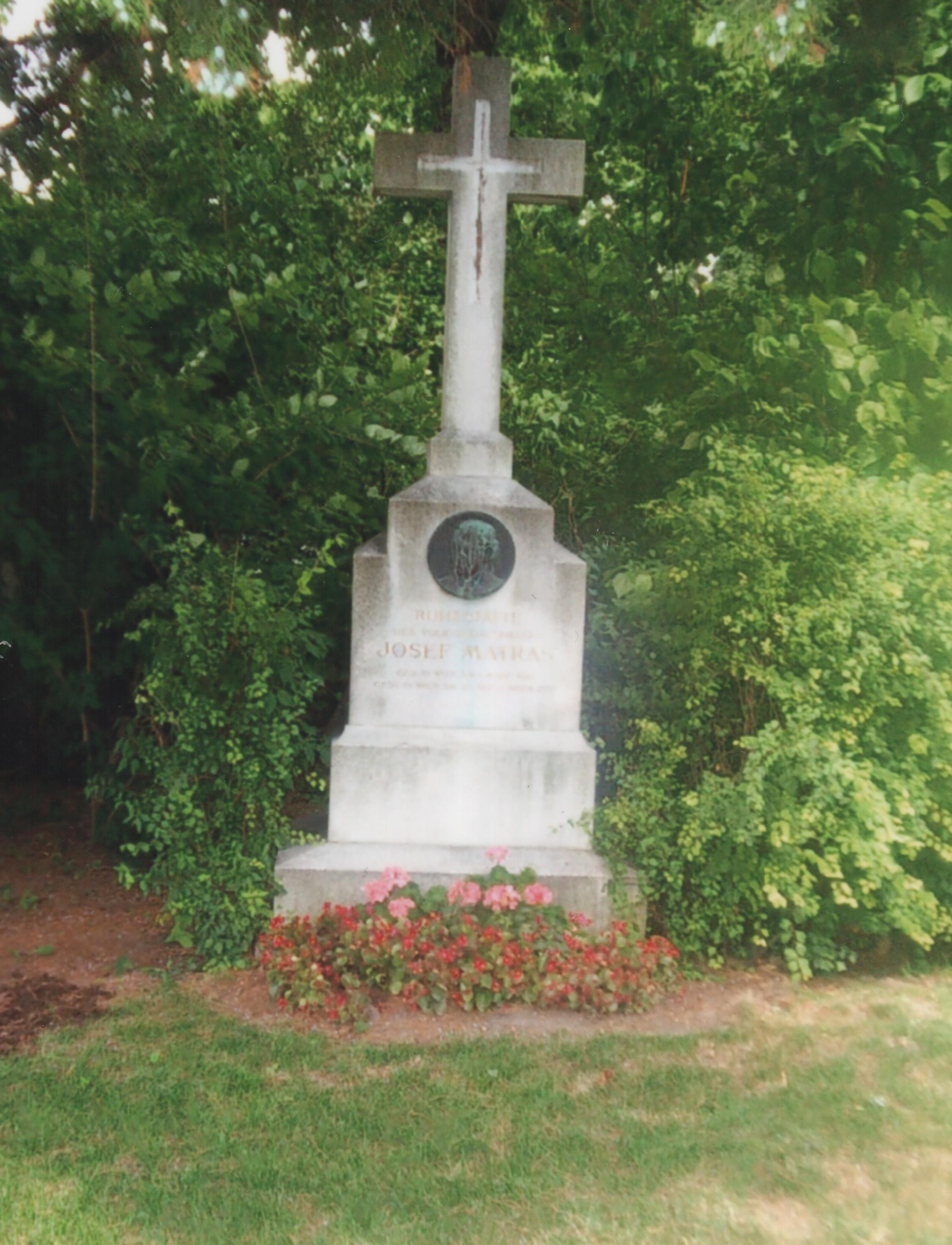
Grabstätte von Josef Matras

Josef Matras (* 1. März 1832 in Wien; † 30. September 1887 ebenda) war ein österreichischer Schauspieler und Volkssänger.

## Leben
Matras stammte aus einfachen Verhältnissen. Seinen Lebensunterhalt verdiente er sich als Kellner. Als solcher brachte er an seinem Arbeitsplatz gelegentlich Wiener Lieder, Couplets u. ä. zum Vortrag.
Mit 20 Jahren wurde Matras 1852 entdeckt und, nach einer Leistung als Einspringer, vom Volkssänger Johann Kwapil (1822–1907) eingeladen, sich dessen Sängergesellschaft anzuschließen. Bereits im November desselben Jahres verließ Matras die Kwapilsche Gesellschaft mit dem Bemerken ich muss zum Theater und ging zunächst nach Wels, dann als Chorist und Episodenspieler nach Pest. Später, bis 1855, war er als Sänger an den verschiedensten Bühnen in und um Wien tätig.
Nach Mai 1855 gründete Matras zusammen mit Johann Fürst, der Ende 1854 zu Kwapil gestoßen war, (und dem nach drei Wochen im Streit abgegangenen Franz Deckmayer sen.) eine eigene Volkssängergesellschaft. 1862 wurde Matras an dem im Prater entstandenen Fürst-Theater von Moritz Lehmann (1819–1877) für das Carltheater abgeworben, bei dem er hauptsächlich in Stücken von Johann Nestroy auftrat.
Am Carltheater trat Matras zusammen mit dem 1869 an die Bühne gekommenen Karl Blasel sowie dem seit Ende der 1850er-Jahre in Wien agierenden Wilhelm Knaack als sehr erfolgreiches Komiker-Trio auf, das die Tradition von Nestroy–Scholz–Grois weiterführte und zu dem sich Josefine Gallmeyer gesellte.
1879 begann Matras, der eine Abneigung gegen Gastspielreisen entwickelt hatte und nie mehr außerhalb von Wien spielte, zu kränkeln, sein Gedächtnis ließ nach, und körperlicher sowie seelischer Schmerz machte sich in den Auftritten bemerkbar. Franz Tewele, der 1878 die permanente Direktion des Carltheaters übernommen hatte, sah sich veranlasst, dem Künstler eine geringere Gage anzubieten. Matras lehnte entschieden ab, beendete seinen Vertrag, zog sich zurück, kam jedoch Monate später auf das von Teweles ausgesprochene Angebot zurück, den Melchior in Einen Jux will er sich machen zu übernehmen – und konnte in seinem Bühnenvortrag die Folgen der ihn beherrschenden Krankheit nicht mehr verbergen. Nach einem weiteren dekuvrierenden Versuch in Marie Gordons einaktiger Posse Eine Vorlesung bei der Hausmeisterin musste Matras seine Bühnenkarriere beenden.
Freunde brachten Matras 1881 in eine Kaltwasserheilanstalt in Kaltenleutgeben, wo sich der Zustand des Patienten jedoch weiter verschlechterte, bis am 5. Oktober 1882 (unter dem Vorwand, Matras zu dem ihm bekannten Schriftsteller O. F. Berg zu bringen) die Überstellung in die Nieder-Österreichische Landes-Irren-Heil- und Pflegeanstalt (Wien-Alsergrund, Lazarettgasse 14) erfolgte und eine unheilbare Geisteskrankheit diagnostiziert wurde. Matras verbrachte, finanziell gestützt auf die Hilfe von Freunden, seine letzten Lebensjahre in der Anstalt, wo er im Alter von 55 Jahren verstarb.
Seine letzte Ruhestätte fand er in einem Ehrengrab auf dem Wiener Zentralfriedhof (Gruppe 32 A, Nummer 19). 1912 wurde die Matrasgasse in Wien-Hietzing nach ihm benannt.
Matras war der Vater der Schauspielerin Pepi Kramer-Glöckner.

## Rollen (Auswahl)
- Gluthammer – Der Zerrissene (Johann Nestroy)
- Schuster Weigel – Mein Leopold (Adolph L’Arronge)